# 李观 (贞元进士)
李觀（766年—794年），字元賓。唐朝趙州贊皇（今屬河北）人。李華之子，“十歲讀書，十六能文”。

## 生平
早年與韩愈游處柏良器門下。貞元八年（792年）與韓愈、歐陽詹等同登進士第。次年中博學宏詞科。官至太子校書郎，一年後，贞元十年（794年）客死長安，年僅二十九歲，韓愈為之撰墓志銘。擅長散文，写文章不沿袭前人，时人与韩愈并称。唐末陆希声编集并撰序，已佚，後人輯有《李元賓文集》。